# Волков, Иван Михайлович (востоковед)
Иван Михайлович Волков (25 мая [6 июня] 1882 — 16 октября 1919) — российский востоковед и египтолог.

## Биография
Родился в 1882 году. Был сыном потомственного священника Михаила Григорьевича Волкова. Окончил духовную семинарию; потом учился в Санкт-Петербургском университете. Стажировался в Германии, учился у А. Эрмана. Заинтересовался египтологией, в частности, культом богини Хатор, и потом — бога Себека. Работал в Санкт-Петербургском университете с 1916 года в должности приват-доцента, вёл занятия по грамматике древнеегипетского языка. В 1917 году защитил магистерскую диссертацию на тему «Древнеегипетский бог Себек» (опубликована в том же году). 10 декабря 1918 г. был арестован отец И.М. Волкова за церковную деятельность, приехавший к родителям Иван Михайлович писал своему учителю Б.А. Тураеву: "с момента своего приезда и после... разъезжаю в хлопотах об освобождении его".  Сам он вернулся в Петроград, продолжил преподавание. Скончался в 1919 году от болезней и недоедания.

## Основные труды
- Волков И. М. Кодекс Гаммураби I // Журнал Министерства народного просвещения. Новая серия, 1910. — Ч. 25. [№ 2] — С. 301—316;
- Волков И. М. Кодекс Гаммураби II // Журнал Министерства народного просвещения. Новая серия, 1912. — Ч. 41. [№ 9] — С. 65—77;
- Волков И. М. Законы вавилонского царя Хаммураби. / Культурно-исторические памятники Древнего Востока под общей ред. акад. Б. А. Тураева. Выпуск 1. — М., 1914 — 80 с.;
- Волков И. М. Арамейские документы иудейской колонии на Элефантине V века до Р. Х. / Культурно-исторические памятники Древнего Востока под общей ред. акад. Б. А. Тураева. Выпуск 2. — М., 1915;
- Волков И. М. Древне-египетский бог Себек —  Пг., 1917.